# كتانية اوشيه
كتانية اوشيه (باللاتينية: Linaria aucheri) نوع نباتي يتبع جنس الكتانية من الفصيلة الحملية من رتبة الشفويات. سميت على اسم عالم النبات الفرنسي بيير اوشيه-إلوا (بالفرنسية: Pierre Martin Remi Aucher-Éloy).

## الموئل والانتشار
ينتشر في بلاد الشام وتركيا والبلقان.